# نوئی (آب‌سنگ حلقوی)
نوئی (آب‌سنگ حلقوی) (به لاتین: Nui (atoll)) یک جزیره در تووالو است.

## خصوصیات
نوئی ۳٫۳۷ کیلومترمربع مساحت و ۵۴۸ نفر جمعیت دارد.